# Muhammad Solih
Pour les articles homonymes, voir Solih.
Muhammad Solih (en ouzbek; souvent cité Muhammad Salih (transcription panturque) ou Moukhammad Salikh (du russe Мухаммад Салих), d'autres transcriptions se rencontrent), né le 20 décembre 1949  dans le district d'Urganch, est un poète et dissident ouzbek, le président du parti démocratique Erk (Liberté), un mouvement d'opposition ouzbek.
Fondé en 1990 par Muhammad Solih, Erk a été officiellement reconnu en tant que premier parti politique d'opposition ouzbek l'année suivante, Muhammad Solih s'est porté candidat à l'élection présidentielle de décembre 1991. À la suite d'une campagne de répression menée contre les opposants au gouvernement, Erk a été interdit en 1993 et Muhammad Solih s'est exilé peu après.
Son frère Muhammad Bekjanov, journaliste et dissident ouzbek emprisonné en 1999, a passé 18 ans en détention et ne fut libéré qu'en 2017.
.